# De bruiloft van Simson
De bruiloft van Simson is een schilderij van Rembrandt in de Gemäldegalerie Alte Meister in Dresden.

## Voorstelling
Het stelt de bruiloft van Simson voor, een verhaal uit het boek Rechters. De Filistijnse bruid van Simson is in het midden afgebeeld met haar handen op haar buik. Simson zelf, rechts, is te herkennen aan zijn lange haren, waaraan hij zijn grote fysieke kracht ontleende. Hij is bezig aan zijn gasten het volgende raadsel voor te leggen:

Het is sterk en het verslindt altijd,
nu biedt het een maal van zoetigheid

De gasten konden het raadsel niet oplossen en omdat alleen Simson het antwoord wist, ontfutselden ze de oplossing via zijn vrouw. Simson was hier zo boos over dat hij een grote ruzie ontketende met de Filistijnen, die uiteindelijk leidde tot de verovering door de Filistijnen van zijn vaderland Judea.

## Toeschrijving en datering
Het werk is onder, links van het midden, gesigneerd ‘Rembrandt. f. 1638’.

## Herkomst
Het werk werd verworven door August II van Polen (keurvorst van Saksen als Frederik August I) voor zijn kunstverzameling in Dresden. Het wordt in 1722-1728 voor het eerst vermeld in de inventaris van de keurvorstelijke galerie, de tegenwoordige Gemäldegalerie Alte Meister.